# (34775) 2001 QL263
2001 QL263 (asteroide 34775) é um asteroide do cinturão de asteroides. Possui uma excentricidade de 0.03016900 e uma inclinação de 8.73946º.
Este asteroide foi descoberto no dia 25 de agosto de 2001 por LONEOS em Anderson Mesa.